# 和州 (北齐)
和州，中国古代州名，辖区在今安徽省和县和含山县境内。治所在历阳县（即今安徽省和县）。
北齐时始置。隔着长江和采石矶相对，为江防重镇。隋朝下辖历阳县 乌江县，隋炀帝时改为历阳郡。唐朝改为和州，武德六年新设含山县，天宝、至德年间一度改为历阳郡，乾元元年（758年）改为和州，历经南吴、南唐、后周、宋朝、元朝沿置。隋朝、唐朝、明朝平定江南，都从和州渡江。明朝洪武七年（1374年），属凤阳府，寻直隶京师（南直隶），改为和州直隶州。洪武九年（1376年）六月，与滁州、江宁县划地给新置的江浦县。辛亥革命后，全国废府州厅改县，和州改为和县。
| 隋代行政区划变遷 | 隋代行政区划变遷 | 隋代行政区划变遷 | 隋代行政区划变遷 | 隋代行政区划变遷 |
| 区划             | 開皇元年         | 開皇元年         | 区划             | 大業3年          |
| ---------------- | ---------------- | ---------------- | ---------------- | ---------------- |
| 州               | 和州             | 和州             | 郡               | 历阳郡           |
| 郡               | 历阳郡           | 乌江郡           | 县               | 历阳县 乌江县    |
| 县               | 历阳县 龙亢县    | 乌江县           | 县               | 历阳县 乌江县    |

唐朝和州刺史
- 杜伏威（619年—620年）
- 南彦（武德、贞观年间）
- 贺拔亮（639年）
- 李纲（贞观年间）
- 崔思约（贞观年间）
- 孙彦皎（贞观年间）
- 崔元敬（唐高宗时）
- 韦匡素（唐高宗时）
- 裴神举（唐高宗时）
- 李融（唐高宗末年）
- 李续（垂拱年间）
- 张知謇（天授、长寿年间）
- 沈嶷（695年）
- 柳明谌（武周时）
- 温道冲（武周时）
- 张怀礼（唐中宗时）
- 李问政（718年—719年）
- 颜谋道（721年之前）
- 卢慎思（开元年间）
- 张无择（740年）
- 卢子真（开元年间）
- 薛缙（开元年间）
- 赵珍（唐玄宗时）
- 卢广济（唐玄宗时）
- 刘綝（唐玄宗时）
- 历阳郡太守
- 裴旭（唐肃宗时）
- 元允殖（唐肃宗时）
- 宇文审（唐肃宗、唐代宗时）
- 张万福（768年—771年）
- 穆宁（772年—776年）
- 赵纵（777年）
- 张敬因（大历年间）
- 郑甫（贞元初年）
- 卢士牟（795年）
- 张惟俭（贞元年间）
- 韩演（贞元年间）
- 裴谊（800年—803年）
- 凌准（805年）
- 令狐屽（元和初年）
- 穆质（810年）
- 段平仲（810年—811年）
- 高熊（元和年间）
- 严公衡（818年）
- 李繁（长庆年间）
- 刘禹锡（824年—828年）
- 徐登（832年）
- 于季友（大和年间）
- 裴俦（837年—839年）
- 崔某（846年）
- 李景先（大中初年）
- 裴夷直（855年—856年）
- 崔雍（868年—869年）
- 秦彦（882年）
- 赵词（中和年间）
- 吕用之（886年）
- 梁缵（887年）
- 孙端（887年）
- 康暀（891年）
- 李涛（天祐年间）
- 宇文守直
- 长孙有邻
- 颜希庄
- 崔续
- 李士英
- 裴晟